# Cao ốc Quốc Thái

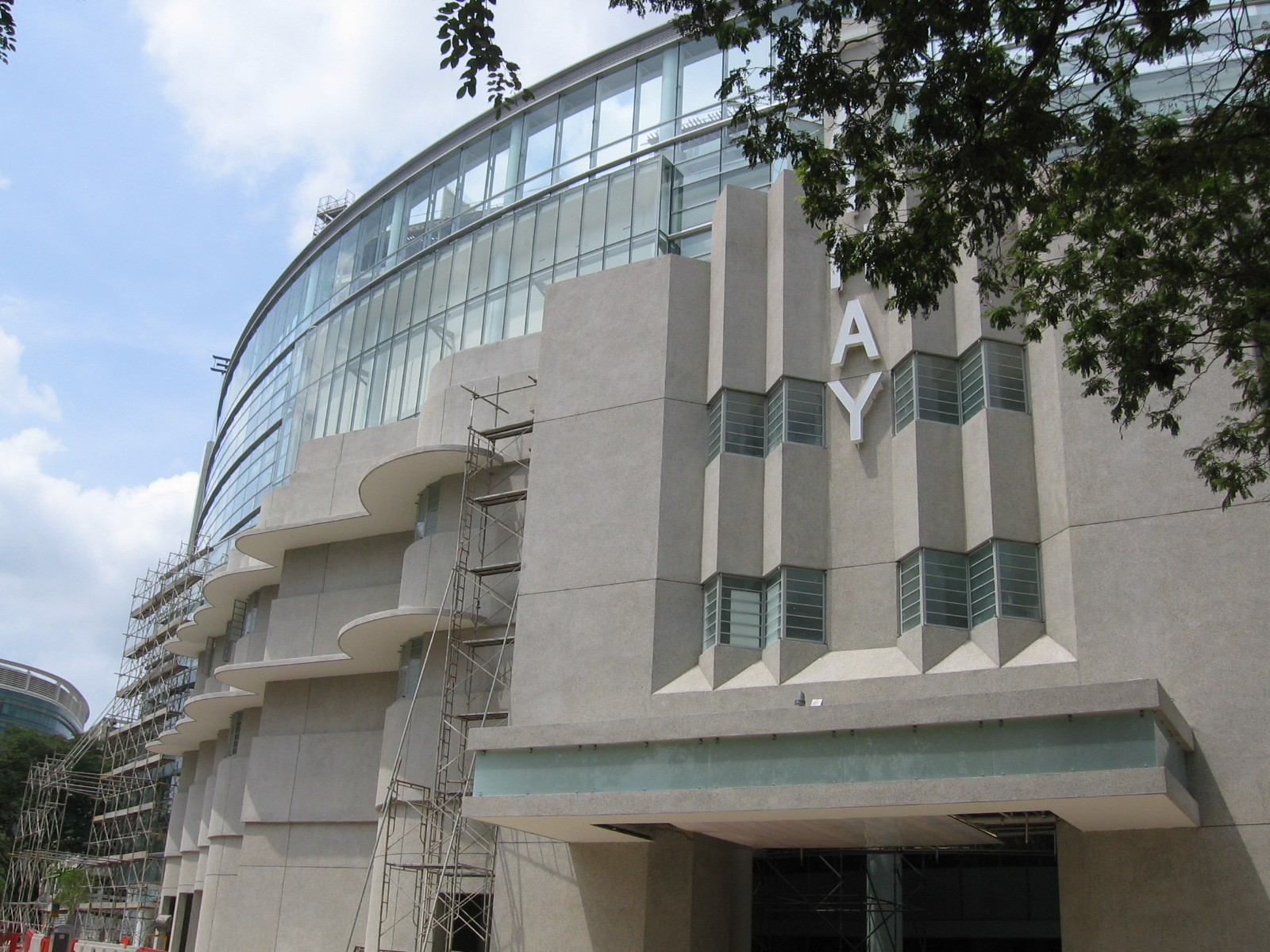
Trong khi kiến trúc chính của cao ốc Quốc Thái bị phá hủy để dành không gian xây dựng tòa nhà mới The Cathay, mặt tiền tòa nhà vẫn được giữ lại và được công nhận là di tích quốc gia của Singapore.

Cao ốc Quốc Thái (tiếng Trung: 国泰大厦, Hán-Việt: Quốc Thái đại hạ; tiếng Anh: Cathay Building) trong quá khứ là trụ sở của Hãng Phát sóng Mã Lai thuộc Anh (British Malaya Broadcasting Corporation), được Lục Vận Đào (giản thể: 陆运涛; phồn thể: 陸運濤; bính âm: Lù Yùn Tāo) khánh thành năm 1939. Nằm ở số 2 đường Handy trong Khu quy hoạch Nhà bảo tàng (Museum Planning Area) của Singapore, tòa nhà nổi tiếng với rạp chiếu bóng có gắn hệ thống điều hòa nhiệt độ, công nghệ tiến bộ vượt bậc khi đó, được lắp đặt đầu tiên ở Singapore.
Cao ốc Quốc Thái là tòa nhà chọc trời đầu tiên ở Singapore, vào thời điểm hoàn thành, nó là kiến trúc cao nhất Đông Nam Á.

## Lịch sử
Là tòa nhà 16 tầng, cao ốc Quốc Thái được kiến trúc sư người Anh Frank W Brewer vẽ mẫu vào thập nhiên 30 của thế kỷ XX. Với chiều cao 83,5 m tính từ cổng vào Dhoby Ghaut tới tháp nước trên đỉnh cao ốc, nó là nhà chọc trời đầu tiên và cao nhất Singapore cũng như cả Đông Nam Á khi ấy. Cao ốc Quốc Thái được khánh thành vào ngày 03 tháng 10 năm 1939 bao gồm một rạp chiếu bóng Cathay với sức chứa 1.300 khán giả, một nhà tháp được sử dụng làm khách sạn Cathay. Nó là tòa cao ốc có rạp chiếu bóng được trang bị hệ thống điều hòa nhiệt độ đầu tiên của đảo quốc Singapore và là tòa nhà công cộng, nơi khán giả có thể thoải mái ngồi trên ghế bành thưởng thức phim ảnh; một tiện nghi hiếm có thời ấy. Cao ốc Quốc Thái cũng được dùng làm điểm mốc tiếp cận hạ cánh cuối cho sân bay Kallang, sân bay dân sự đầu tiên được xây dựng tại Singapore.
Năm 1942, đầu Thế chiến thứ hai, tòa cao ốc được đùng làm trạm cứu nạn của Hội Hồng thập tự. Khi Singapore rơi vào tay Nhật, tòa nhà được dùng phục vụ cho hoạt động của Sở Phát sóng Nhật Bản, Sở Tuyên truyền Quân sự và Phòng Thông tin Quân sự trong suốt giai đoạn chiếm đóng. Lính Nhật khi đó đã sử dụng tòa cao ốc cho việc phát sóng các bản tin tuyên truyền tiếng Nhật. Đạo diễn phim Yasujirō Ozu cũng ngụ tại đây trong khoảng thời gian từ năm 1944 tới khi kết thúc cuộc chiến.
Năm 1945, chiến cuộc chấm dứt, cao ốc Quốc Thái được dùng làm tổng hành dinh của Đô đốc Lord Mountbatten khi ông giữ chức Chỉ huy tối cao Quân đồng Minh trong Mặt trận Đông Nam Á của Bộ Tư lệnh Đông Nam Á. Khi Bộ Tư lệnh Đông Nam Á giải thể một năm sau đó, tòa cao ốc quay về công năng cũ, cung cấp dịch vụ chiếu bóng và khách sạn. Rạp chiếu bóng ở đây cũng là nơi đầu tiên giới thiệu phim Anh, Mỹ ở Singapore. Một thiết bị điều hòa không khí mới được lắp đặt vào tòa nhà vào năm 1948.
Trong những năm 1950, khách sạn Cathay trở thành một tòa chung cư. Năm 1978, cao ốc Quốc Thái được STS Leong tân trang lại. Mặt tiền tòa cao ốc có màu sậm hơn sau đợt chỉnh trang này. Hệ thống quán nước Orange Julius mở quầy đầu tiên ở Singapore tại cao ốc Quốc Thái năm 1982. Năm 1990, Cathay Organisation, đơn vị quản lý tòa nhà, khai trương rạp chiếu bóng nghệ thuật, The Picturehouse kế bên cao ốc Quốc Thái. Vậy là, rạp chính Cathay trở thành cụm 2 rạp nhỏ trong suốt giai đoạn này. Xuất chiếu phim cuối cùng tại các rạp ở cao ốc Quốc Thái và rạp Picturehouse là vào năm 2000 trước khi chúng bị đóng để xây dựng lại.

## Tái xây dựng và bảo tồn
Cuối thập niên 1990, Cathay Organisation thông báo kế hoạch tái xây dựng toàn bộ cụm rạp. Ngày 20 tháng 02 năm 2003, mặt tiền trước của tòa cao ốc được công nhận là di tích quốc gia. Thế là, tòa nhà mới ra đời kết hợp giữa bảo tồn mặt tiền với những nét thiết kế ban đầu từ hồi thập niên 1930 với phần thiết kế hiện đại bởi Paul Tange từ Tange Associates Japan và RDC Architects Pte Ltd Singapore. The Cathay (tiếng Trung: 国泰大楼, Hán-Việt: Quốc Thái đại lâu), tên mới của tòa nhà, được khai trương lại vào ngày 24 tháng 03 năm 2006. The Cathay ngày nay là khu phức hợp mua sắm giải trí với các cửa hàng bán lẻ, gian hàng ăn uống và một tổ hợp rạp chiếu phim Cathay Cineplex 8 màn hình, kể cả The Picturehouse. Khoảng cuối năm 2006, đơn vị chủ quản tiếp tục khai trương Cathay Residences.